# Kościół św. Maksymiliana Marii Kolbego w Zatoni Dolnej
Kościół św. Maksymiliana Marii Kolbego w Zatoni Dolnej – katolicki kościół filialny zlokalizowany we wsi Zatoń Dolna w gminie Chojna, w powiecie gryfińskim (województwo zachodniopomorskie). Jest filią parafii św. Andrzeja Boboli w Krajniku Górnym.

## Historia i architektura
Kościół został zbudowany w 1711 roku. Reprezentuje styl barokowy. Murowany z cegły, został usytuowany na planie owalu, z przedsionkiem wejściowym od strony zachodniej. Drzwi i otwory okienne mają formę pełnołukową. Na początku XIX wieku na dachu dobudowano drewnianą sygnaturkę, nakrytą spiczastym hełmem zakończonym kulą z krzyżem.
Wnętrze kościoła nakrywa drewniany sufit. Ściany i sklepienie pomalowane są na kremowy kolor. Od strony wejścia znajduje się chór z drewnianymi podporami i balustradą. W ozdobionym rzeźbionymi ornamentami ołtarzu umieszczony jest obraz św. Maksymiliana Marii Kolbego. Po obu stronach ołtarza znajdują się okna z witrażami.
Po zakończeniu II wojny światowej kościół został poświęcony jako świątynia katolicka w dniu 8 grudnia 1977 roku przez biskupa Jerzego Strobę.